# Big Brother and the Holding Company
Big Brother and the Holding Company is een Amerikaanse rockband die bekend werd dankzij hun samenwerking met Janis Joplin.
Big Brother and the Holding Company wordt in 1965 in San Francisco opgericht door gitarist Peter Albin en zanger Sam Andrew. Ze vragen James Gurley als gitarist en nadat de originele drummer vervangen is door David Getz heeft de band haar vaste vorm aangenomen. Big Brother treedt voor het eerst op in 1966. Hoewel van oorsprong gitarist, functioneert Albin als basgitarist.
In 1966 vraagt hun promotor, Chet Helms, Janis Joplin als zangeres bij de band te komen. De bandleden zien dit in eerste instantie niet zitten en hoewel Joplin wel onderdeel van Big Brother wordt, functioneert ze in het begin vaak als achtergrondzangeres.
Eind 1966 tekent Big Brother bij het dan nog onbekende platenlabel Mainstream Records. Ze brengen voor Mainstream slechts één album uit: Big Brother & the Holding Company (1967).
De grote doorbraak van Big Brother komt met het optreden op het Monterey Pop Festival in 1967. Ze krijgen een contract bij Columbia Records en Albert Grossman wordt hun manager. Vervolgens toert de band door de Verenigde Staten en in de zomer van 1968 komt hun tweede album uit: Cheap Thrills. Hoewel de opnamen van het album erg moeizaam verlopen wordt Cheap Thrills een succes: het album staat 8 weken op nummer 1 in de Verenigde Staten.
In november 1968 verlaat Joplin Big Brother om solo verder te gaan. Sam Andrew blijft met Joplin samenwerken. Getz en Albin sluiten zich aan bij Country Joe and the Fish. In de herfst van 1969 komt de band weer bij elkaar en komen er drie nieuwe muzikanten bij: Nick Gravenites (zang), Dave Schallock (gitaar) en Kathi McDonald (zang). In 1970 wordt het eerste album van Big Brother zonder Joplin uitgebracht: Be a Brother.
In 1971 wordt het album How Hard It Is uitgebracht, waarna de band in 1972 uit elkaar gaat.
In 1987 kwam Big Brother weer bij elkaar. Ze maken, in wisselende bezetting, nog een aantal albums en geven regelmatig concerten. In oktober 2016 kwamen zij naar Nederland voor een aantal optredens, onder andere in de North Sea Jazz Club in Amsterdam, De Bosuil in Weert, Het Paard in Den Haag en Luxor Live in Arnhem. Zangeres bij deze optredens was Eileen Humphreys.

## Discografie
- Big Brother & the Holding Company (1967)
- Cheap Thrills (1968)
- Be a Brother (1970)
- How Hard It Is (1971)
- Can't Go Home Again (1997)
- Live at Winterland '68 (1998)
- Do What You Love (1999)
- Hold Me (2006)
- The Lost Tapes (2008)